# Iris Critchell

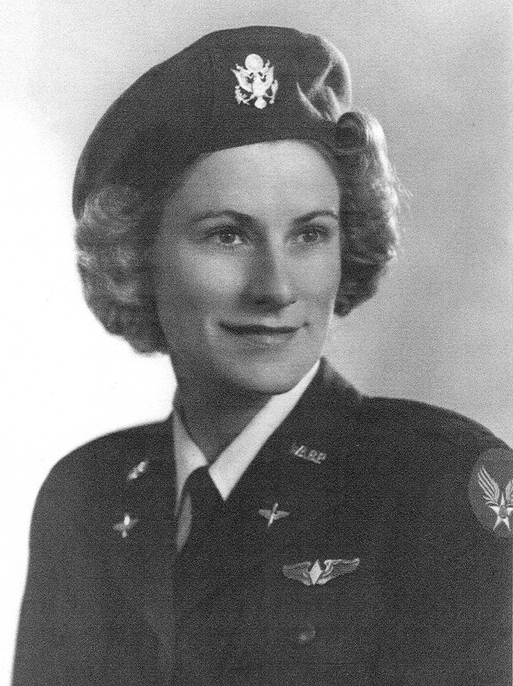
Iris Cummings 1944

Iris Critchell (* 21. Dezember 1920 in Los Angeles als Iris Cummings; † 24. Januar 2025) war eine amerikanische Fliegerin und Sportschwimmerin, die die Vereinigten Staaten bei den Olympischen Sommerspielen 1936 in Berlin vertrat. Nach ihrer aktiven Schwimmkarriere erlangte sie Verdienste als Militärpilotin und Flugausbilderin.

## Frühes Leben und sportliche Karriere
Cummings wurde 1920 in Los Angeles geboren und besuchte die Redondo Union High School. Ihr Vater promovierte in Medizin an der Tufts University School of Medicine. Er arbeitete zu Beginn des 20. Jahrhunderts als Leichtathletiktrainer an der Columbia University und von 1902 bis 1908 als Sportdirektor am Swarthmore College. Ihre Mutter war Lehrerin für Griechisch und Latein. Iris war Zuschauerin bei den Olympischen Sommerspielen 1932 in ihrer Heimatstadt und begann im folgenden Jahr mit dem Sportschwimmen, wobei sie zahlreiche lokale und regionale Wettkämpfe gewann. In der kalten Jahreszeit blieb sie mit dem Radfahren sportlich aktiv.
Cummings trat 1934 dem Los Angeles Athletic Club (LAAC) bei und erhielt 1935 ihre erste finanzielle Unterstützung, was ihr half, an den Far Western Championships teilzunehmen. 1936 wurde Iris Cummings erstmals US-amerikanische Meisterin im 200-Meter-Brustschwimmen. Sie qualifizierte sich damit für die Olympia-Trials und schließlich für die Olympischen Sommerspiele 1936. Ihre Vorbereitung auf den Olympiastart litt darunter, dass sie ihre finanziellen Mittel selbst organisieren musste und das Training darüber vernachlässigt wurde. Bei den Spielen in Berlin belegte sie auf ihrer Spezialstrecke nur Platz 4 im dritten Vorlauf und schied aus, da auch ihre Zeit nicht für die Qualifikation zum Halbfinale genügte. Bis 1938 wurde Cummings jeweils US-Meisterin über 200 m Brust, obwohl sie den LAAC 1937 verließ. Bei den nationalen Meisterschaften 1939 belegte sie den zweiten Platz und zog sich kurz darauf aus dem aktiven Schwimmsport zurück, auch in der Überzeugung, dass die Olympischen Sommerspiele 1940 wohl nicht stattfinden würden.
1941 erwarb sie einen Abschluss in Naturwissenschaften und Mathematik an der University of Southern California (USC).

## Zweiter Weltkrieg
Cummings gehörte zu den ersten Personen, die 1939 in das Civilian Pilot Training Program der USC aufgenommen wurden. Sie absolvierte einen fortgeschrittenen Kunstflugkurs und erwarb 1940 ihre Pilotenlizenz. Ab 1941 war sie selbst als Flugausbilderin tätig. Nach Abschluss eines Vertrages als Fluglehrer für das Navy Cadet Training Program trat Cummings im Dezember 1942 der Women's Auxiliary Ferrying Squadron bei, die im August 1943 Teil der Women Airforce Service Pilots (WASP) wurde. Sie diente im Zweiten Weltkrieg bis zur Deaktivierung der Organisation am 20. Dezember 1944. Während dieser Zeit war sie ziviles Mitglied der 6th Ferrying Group, Air Transport Command, Ferrying Division und flog Militärflugzeuge, darunter die Lockheed P-38, North American P-51 und Northrop P-61 (Black Widow). Nach der Deaktivierung ihrer Einheit heiratete sie den Militärpiloten Howard Critchell. Sie blieben mehr als 70 Jahre verheiratet, bis zu seinem Tod im Jahr 2015.

## Späteres Leben

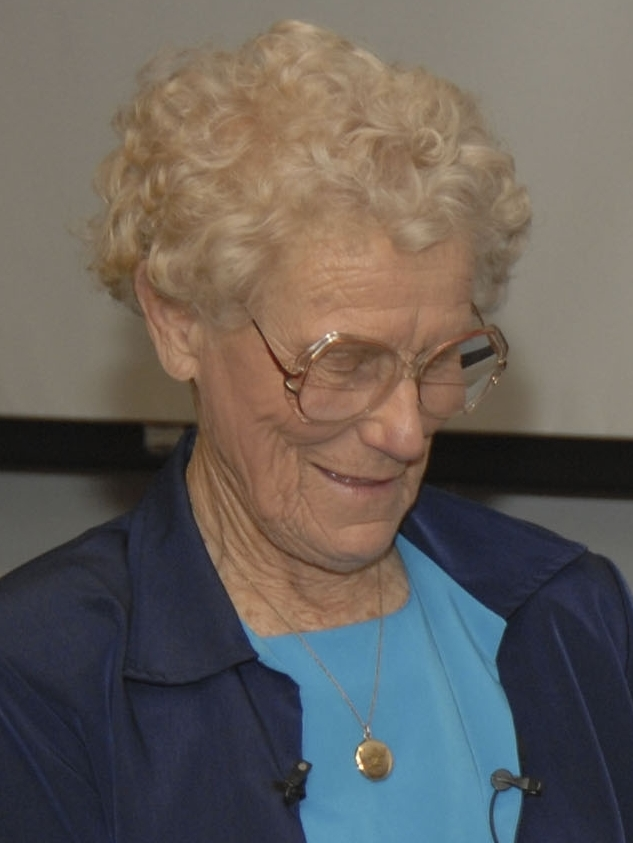
Iris Critchell 2007

Nach dem Krieg wurde Cummings zurück an die USC gerufen, um einen Lehrplan für die zivile Luftfahrt für zurückkehrende Veteranen zu entwickeln und zu lehren. Sie blieb als Fluglehrerin aktiv und half bei der Entwicklung von Lehrplänen für Institutionen der Federal Aviation Administration. In dieser Zeit nahm sie auch an Flugwettbewerben teil und gewann 1957 das All Woman Transcontinental Air Race. 1962 trat sie dem Harvey Mudd College bei und gründete in Zusammenarbeit mit der Bates Foundation das Bates Aeronautics Program der Schule. Sie führte das Programm mit ihrem Mann durch, bis er 1979 in den Ruhestand ging. Danach führte Iris Critchell das Programm weiter, bis es mit ihrer Pensionierung im Jahr 1990 endete. Sie unterrichtete jedoch noch bis 1996. Zu ihren Schülern gehören die Astronauten George Driver Nelson und Stanley G. Love. Sie diente auch über zwei Jahrzehnte lang als FAA Pilot Examiner und wurde 1972 von der Organisation zur Fluglehrerin des Jahres für den Bezirk Ontario ernannt.
Cummings wurde im Jahr 2000 in die National Flight Instructors Hall of Fame aufgenommen. Sie wurde 2006 mit dem Wright Brothers Master Pilot Award der Federal Aviation Administration für ihr Engagement für die Flugzeugsicherheit und 2007 mit der Nile Gold Medal der Fédération Aéronautique Internationale ausgezeichnet. Damit wurde ihr lebenslanges Engagement für die Luftfahrtausbildung anerkannt. Seit ihrer offiziellen Pensionierung ist sie an mehreren Fakultätsprojekten am Harvey Mudd College aktiv geblieben, zusätzlich zu ihrer Arbeit als Dozentin, Beraterin und Kuratorin der Aeronautical Library Special Collections in der Sprague Library des Colleges. Seit 1952 war sie Mitglied der Ninety Nines, einer Organisation zur Förderung von Pilotinnen. Auch im hohen Alter war sie noch als Pilotin aktiv und pflegte die Gewohnheit, an ihrem Geburtstag mit ihrer Cessna 172 zu einem kurzen Rundflug zu starten. Zuletzt konnte sie dies an ihrem 102. Geburtstag verwirklichen.

## Trivia
Seit dem Tod der Kanadierin Joan Langdon im März 2022 galt Cummings als letzte lebende Teilnehmerin der Olympischen Spiele von 1936. Joan Langdon war im gleichen Wettbewerb (200-Meter-Brustschwimmen) wie Cummings gestartet.